# Qualificazioni al campionato mondiale di calcio 1970 - CAF
Sono elencate di seguito le date e i risultati della zona africana (CAF) per le qualificazioni al mondiale del 1970.

## Formula
La FIFA respinse la richiesta di partecipazione della Guinea e dello Zaire. Ci furono tre fasi:
- Prima Fase: Il Ghana ricevette il pass per accedere direttamente alla Seconda Fase. Le 10 squadre restanti si sfidarono in partite di andata e ritorno una contro l'altra.
- Seconda Fase: Le 6 squadre si sfidarono in partite di andata e ritorno una contro l'altra.
- Terza Fase: Le 3 squadre si sfidarono in un girone all'italiana. Si sarebbe qualificata la prima classificata.

## Prima Fase
| Arbitro: | Mutombo |

|  |           |       |
|  | Marcatori | Osman |

| Arbitro: | Kandil |

|                    |           |                    |
| Gagdoul Kafi Sonto | Marcatori | Dieme 26’ Diop 32’ |

Sudan avanza alla Seconda Fase per aver segnato più gol nella seconda partita.
| Arbitro: | De Mendebil |

|           |           |                                        |
| Benkhrief | Marcatori | Kapengwe 14,56’ Kaposa 58’ Makwaza 83’ |

| Ndola 5 gennaio 1969                                         | Zambia    | 2 – 1      | Marocco |  |
| \| \| \| \| \| Chitalu 22’ 96’ \| Marcatori \| 14’ Akesbi \| |           |            |         |  |
|                                                              |           |            |         |  |
| Chitalu 22’ 96’                                              | Marcatori | 14’ Akesbi |         |  |

Zambia avanza alla Seconda Fase.
| Arbitro: | Barde |

|                          |           |                  |
| Al-Jahani 22’ Koussa 49’ | Marcatori | 73’ 75’ Chakroun |

| Tunisi 29 dicembre 1968 | Tunisia | 0 – 1 | Libia | \| Arbitro: \| Monti \| |
| Arbitro:                | Monti   |       |       |                         |

Libyaavanza alla Seconda Fase.
| Arbitro: | Robinson |

|        |           |       |
| Salami | Marcatori | Owona |

| Douala 22 dicembre 1968                                               | Camerun   | 2 – 3                | Nigeria |  |
| \| \| \| \| \| Ayo Bessanguen \| Marcatori \| Anieke Lawal Ofuokwu \| |           |                      |         |  |
|                                                                       |           |                      |         |  |
| Ayo Bessanguen                                                        | Marcatori | Anieke Lawal Ofuokwu |         |  |

Nigeria avanza alla Seconda Fase.
| Arbitro: | El-Attar |

|           |           |  |
| Amirouche | Marcatori |  |

| Arbitro: | El-Kholy |

|                      |           |  |
| Feseha Germa Geremew | Marcatori |  |

Etiopia avanza alla Seconda Fase.

## Seconda Fase
| Tunisi 27 aprile 1969 | Tunisia    | 0 – 0 | Marocco | \| Arbitro: \| Kitabdjian \| |
| Arbitro:              | Kitabdjian |       |         |                              |

| Casablanca 18 maggio 1969 | Marocco | 0 – 0 (d.t.s.) | Tunisia | \| Arbitro: \| Garay \| |
| Arbitro:                  | Garay   |                |         |                         |

Marocco e Tunisia disputarono un'altra partita su campo neutro per decidere chi avrebbe passato il turno.
| Arbitro: | Kitabdjian |

|                        |           |                      |
| Idriss 27’ Houmane 53’ | Marcatori | 3’ Chaibi 87’ Cheman |

Marocco avanza alla Terza Fase per aver vinto il lancio della monetina.
| Arbitro: | Touati |

|            |           |        |
| Menguistou | Marcatori | Bakeit |

| Arbitro: | Kandil |

|                      |           |          |
| El-Fadil Hider Wahba | Marcatori | T. Asfaw |

Sudan avanza alla Terza Fase.
| Arbitro: | N'Diaye |

|                |           |           |
| Olayombo Sessi | Marcatori | Addoquaie |

| Arbitro: | Nahounou |

|     |           |       |
| Ola | Marcatori | Okoye |

Nigeria avanza alla Terza Fase.

## Terza Fase
| Data              | Luogo      | Squadra 1 | Risultato | Squadra 2 |
| ----------------- | ---------- | --------- | --------- | --------- |
| 13 settembre 1969 | Ibadan     | Nigeria   | 2 - 2     | Sudan     |
| 21 settembre 1969 | Casablanca | Marocco   | 2 - 1     | Nigeria   |
| 3 ottobre 1969    | Khartum    | Sudan     | 3 - 3     | Nigeria   |
| 10 ottobre 1969   | Khartum    | Sudan     | 0 - 0     | Marocco   |
| 26 ottobre 1969   | Casablanca | Marocco   | 3 - 0     | Sudan     |
| 8 novembre 1969   | Ibadan     | Nigeria   | 2 - 0     | Marocco   |

| Pos | Squadra | Pti | G | V | N | P | GF | GS |
| --- | ------- | --- | - | - | - | - | -- | -- |
| 1   | Marocco | 5   | 4 | 2 | 1 | 1 | 5  | 3  |
| 2   | Nigeria | 4   | 4 | 1 | 2 | 1 | 8  | 7  |
| 3   | Sudan   | 3   | 4 | 0 | 3 | 1 | 5  | 8  |

Marocco qualificato.